# Angelphytum herzogii
Angelphytum herzogii là một loài thực vật có hoa trong họ Cúc. Loài này được (Hassl.) Pruski mô tả khoa học đầu tiên năm 1999.